# En la cara (canción)
«En la cara» es una canción de No Te Va Gustar del álbum Todo es tan inflamable, compuesta por Emiliano Brancciari. La canción habla de una mujer, la cual es engañada y no se da cuenta: "él se te ríe en la cara y no es la primera vez".
| Predecesor: - | Lista de canciones de Todo es tan inflamable "En la cara" | Sucesor: Fuera de control |

- Datos: Q16492662